# Chronologie der Entdeckungsreisen
Dies ist eine Chronologie der Entdeckungsreisen.
Die folgende Übersicht mit dem Schwerpunkt auf europäischen geografischen Entdeckungsreisen erhebt keinen Anspruch auf Vollständigkeit oder Aktualität. Sie ist breit gefasst (ein Schwerpunkt liegt auf den großen Entdeckern) und teils in Kurzform (d. h. zumindest: Jahr/Entdecker/Gebiet). Sie beginnt im Altertum, enthält aber schwerpunktmäßig die Reisen vom 15. bis ins 20. Jahrhundert. Auch davor wurden verschiedenste Entdeckungen gemacht, wie die von Island, Grönland und Vinland, aber erst ab dem 15. Jahrhundert gewinnt die Entdeckungsgeschichte an Dynamik. Zu den bedeutenden Erfindungen und Entdeckungen wurde bereits angemerkt:

„Aber bei allen bedeutenden Erfindungen und Entdeckungen ist der Anfang, mag er auch noch so unvollkommen sein, die Hauptsache.“

Die Weltkarte des Alberto Cantino

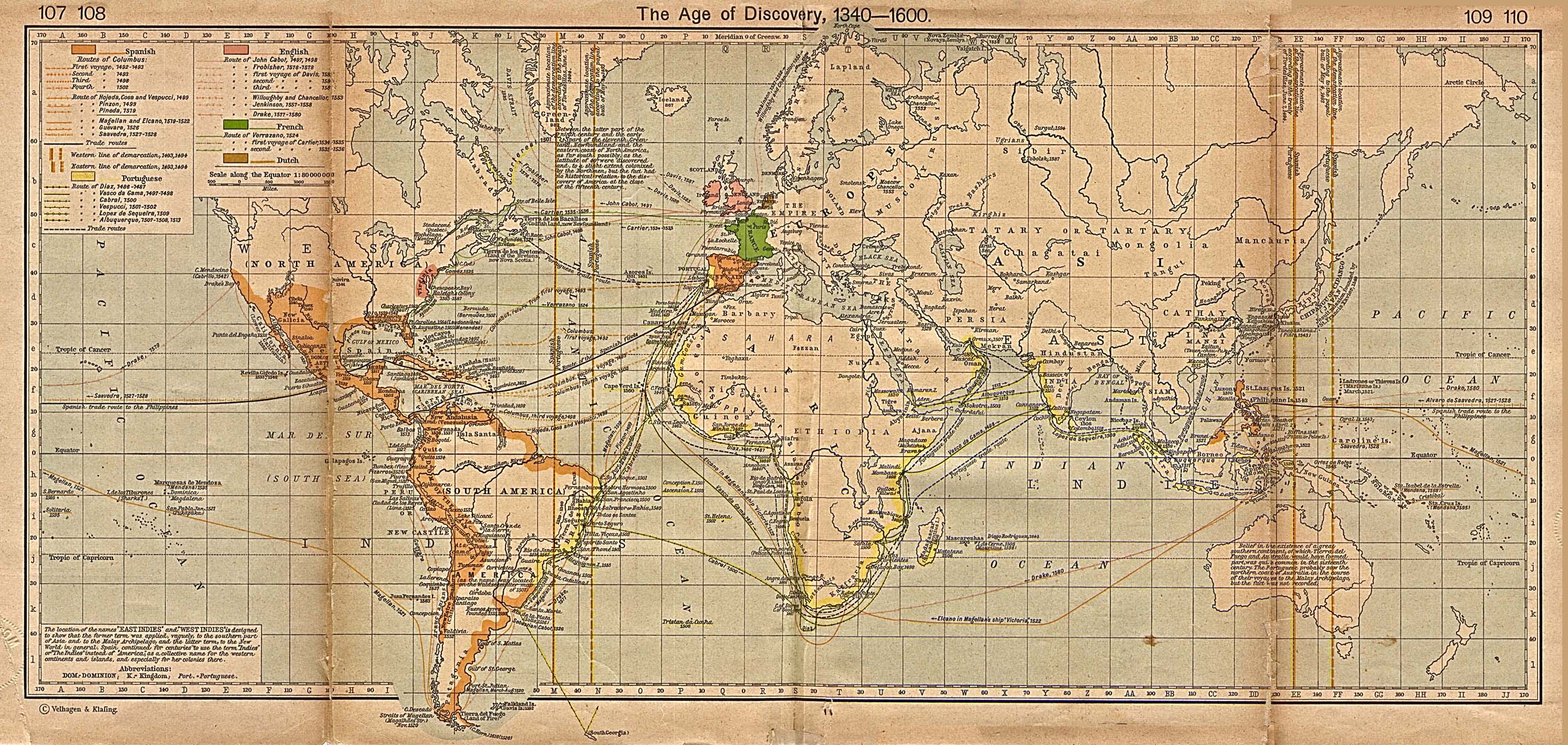
Das Zeitalter der Entdeckungen

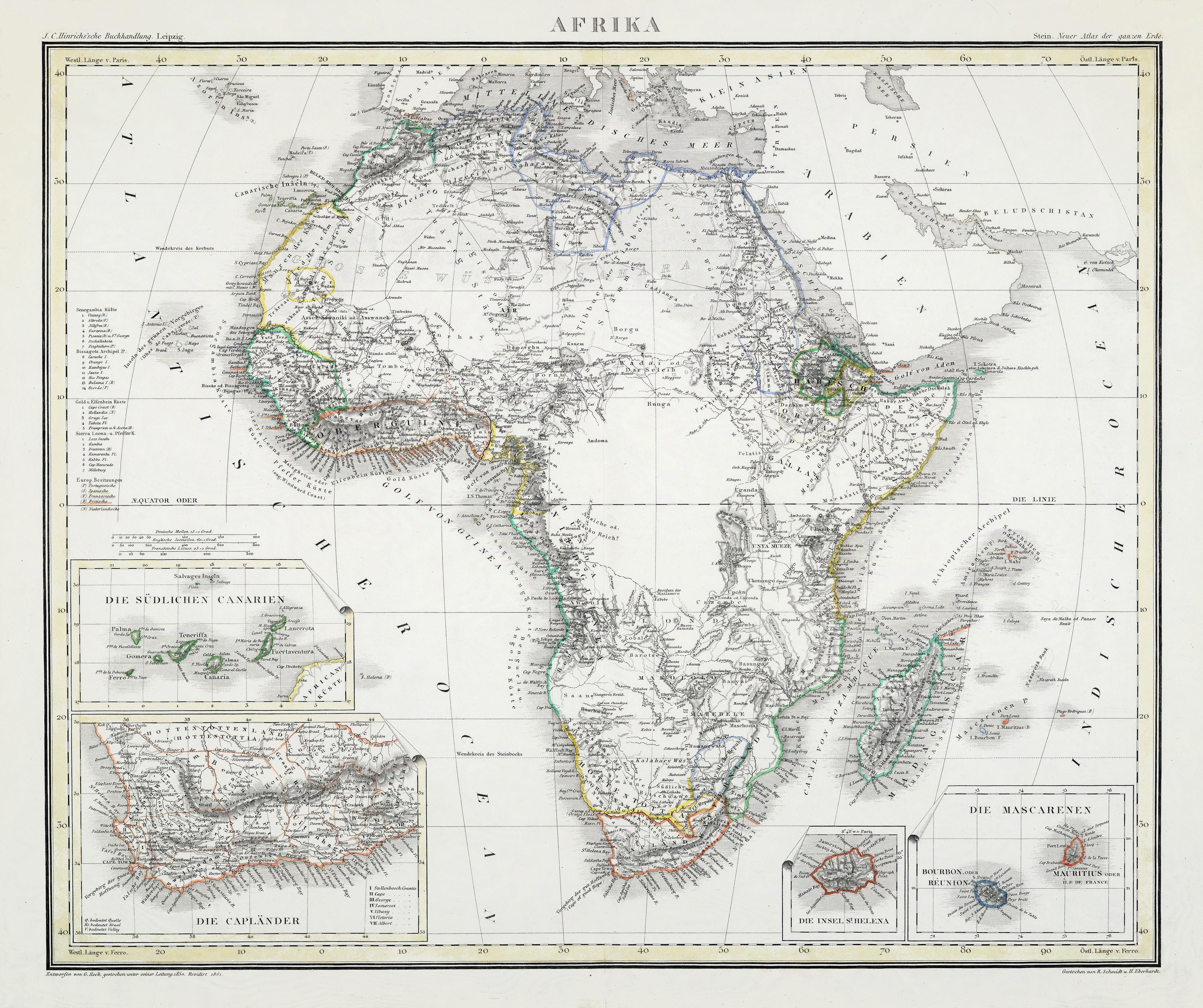
Weiße Flecken auf einer Afrikakarte von 1861

## Chronologie

### v. Chr.
- 470 – Hanno der Seefahrer, von Gibraltar nach Kamerun, über den Senegal
- 401 – Xenophon, von Babylon zum Schwarzen Meer über Armenien
- 331–323 – Alexander der Große, Perserreich bis zum Indus
- 325–324 – Nearchos, von Indus zum Tigris, über den Indischen Ozean
- 290 – Megasthenes, Ganges
- 23 – Poseidonios, Äthiopien
- 19 – Cornelius Balbus, Fezzan

### 1.–14. Jahrhundert
- 1. Jhd. – Hippalos, von Bab al-Mandab bis nach Indien über den Indischen Ozean
- 1. Jhd. – Ägyptische Kaufleute, Sansibar
- 42 – S. Paullinus; Atlasgebirge, Moulouya
- 60 – Centurionen von Nero, Bahr al-Ghazal
- 166 – Römische Kaufleute, China über das Meer
- 635 – Nestorianische Missionare, China, Zentralasien
- 700 – Arabische Kaufleute, Ceylon, China
- 850 – Suleiman und Ibn Wahab, Malabar, Malediven, Sumatra, China
- 950 – Masudi, Madagaskar, Indien, China, Persien
- 999 – Bjarni Herjúlfsson, Vinland (Neufundland)
- 1000 – Leif Eriksson, Ostküste Nordamerikas
- 1159–1170 – Benjamin von Tudela, Persien, Ceylon, China ( ?), Abessinien
- 1245 – Plano Carpini, Aralsee, Altai, Karakorum
- 1253 – Rubruk, Kirgisensteppe, Karakorum
- 1260–1269 – Die Brüder Niccolò Polo und Maffeo Polo,[3] Grenzen Chinas
- 1271–1295 – Marco Polo, Persien, Pamir, Peking, Tibet, Jangtsekiang, China, Cochinchina, Sumatra, Nikobaren
- 1324–1352 – Ibn Battuta, Afghanistan, Indus, Ceylon, Sumatra, China, Abessinien, Sudan
- 1393 – Jean de Béthencourt, Kanaren

Animierte Karte der Kolonialreiche seit dem 15. Jahrhundert.

### 15. Jahrhundert
- 1419 – Die Insel Madeira wird von den Portugiesen (wieder-)entdeckt.
- 1427 – Portugiesische Seefahrer entdecken die Azoren im Atlantik.
- 1434 – Die Portugiesen segeln zum ersten Mal an Kap Bojador vorbei, einem Kap, das man zuvor aus Angst vor verschiedenen Legenden nicht zu passieren wagte.
- 1435 – An der Westküste der Sahara wird das Gebiet Río de Oro von Afonso Gonçalves de Antona Baldaya entdeckt.
- 1441 – Portugiesischer Kapitän Nuno Tristão umrundet Cape Blanco
- 1443 – Portugiesen segeln an der Sahara vorbei und entdecken, dass südlich davon wieder fruchtbare Küsten zu finden sind.
- 1444 – Dinis Dias entdeckt die Kapverden. Gründung der ersten Handelsposten
- 1445 – Dinis Dias, Senegal
- 1450 – Alvise Cadamosto entdeckt die unbewohnten Inseln des Archipels der Kapverden.
- 1456 – Cadomosto ist der erste, der den Gambia in Westafrika hinaufsegelt.
- 1458 – Diogo Gomes segelt in den Golf von Guinea und entdeckt die Küste von Guinea-Bissau.
- 1469 – Pêro Escobar und João de Santarém entdecken die Küste des heutigen Ghana
- 1471 – Fernão Gomes ist der erste Europäer, der den Äquator überquert.
- 1472 – Fernando Póo entdeckt seine gleichnamige Insel vor der Küste von Zentralafrika.
- 1475 – Sao Tomé und Principe werden von den Portugiesen entdeckt
- 1482 – Diogo Cão entdeckt die Mündung des Kongo.
- 1485 – Diogo Cão erkundet die Küste vom heutigen Namibia bis zum Cape Cross.
- 1487 – Bartolomeu Dias, Kap der Guten Hoffnung
- 1488 – Bartolomeu Dias umrundet das Kap der Guten Hoffnung, den südwestlichsten Punkt Afrikas.
- 1489 – Pêro da Covilhã ist der erste Europäer, der von der Existenz von Madagaskar erfährt.
- 1492 – Christoph Kolumbus entdeckt Amerika. Er landet auf den Bahamas.
- 1492 – Kolumbus entdeckt die großen Inseln Kuba und Hispaniola.
- 1492–1498 – Christoph Kolumbus, Kuba, Haiti, Guadeloupe, Jamaika, Orinoko-Delta
- 1497 – G. Caboto, Labrador, Neufundland
- 1497–1498 – Vasco da Gama, Indien über das Kap der Guten Hoffnung, Sambesi-Delta, Mombasa
- 1499–1503 Vespucci (Amerigo), verschiedene Reisen (Werk Mundus novus)
- 1493 – Pêro da Covilhã erreicht das Abessinien
- 1493 – Auf seiner zweiten Reise entdeckte Kolumbus die Kleinen Antillen und Puerto Rico.
- 1494 – Kolumbus entdeckt Jamaika
- 1497 – John Cabot entdeckt Neufundland, einen Teil von Nordamerika.
- 1498 – Kolumbus entdeckt die Inseln Trinidad und Tobago sowie die Mündung des Orinoco.
- 1498 – Vasco da Gama entdeckt den Seeweg nach Indien über den Indischen Ozean
- 1499 – Amerigo Vespucci erkundet die Venezolanische Küste und die Insel Curaçao

### 16. Jahrhundert
- 1500 – Amerigo Vespucci erkundet weiter die südamerikanische Küste und entdeckt die Mündung des Amazonas
- 1500 – Brasilien wird von dem Portugiesen Pedro Álvares Cabral entdeckt.
- 1500 – Diogo Dias, Kapitän der Flotte von Cabral segelt an Madagaskar vorbei
- 1500 – Gaspar Corte-Real entdeckt die Südspitze der Insel Grönland.
- 1501 – Vespucci erkundet die Ostküste Südamerikas bis Cabo Frio auf 23° S
- 1502 – Christoph Kolumbus entdeckt das Festland von Mittelamerika, das heutige Costa Rica.
- 1502 – Vasco da Gama entdeckt auf seiner zweiten Reise die Seychellen.
- 1503 – Juan de Bermúdez[4] entdeckt die Bermuda-Inseln
- 1503–1516 S. Caboto, Ostküste Nordamerikas, Hudson Bay
- 1505 – Lourenço de Almeida[5], Sohn des portugiesischen Vizekönigs Francisco de Almeida, entdeckt die Insel Ceylon südlich von Indien
- 1505 – Pedro Mascarenhas entdeckt die Inseln Réunion und Mauritius im Indischen Ozean.
- 1507–1511 Albuquerque, Indien, Malakka
- 1508 – Die Spanier entdecken, dass Kuba eine Insel ist
- 1509 – Erste portugiesische Expedition zur Halbinsel Malakka
- 1510 – John Cabot entdeckt die Ostküste Nordamerikas
- 1511 – Jerónimo de Aguilar und Gonzalo Guerrero stranden in Yucatán
- 1511 – Unter der Führung von General Alfonso d'Albuquerque wurde Malakka von den Portugiesen besetzt und zu einem strategischen Stützpunkt für die weitere portugiesische Expansion in Ostindien.
- 1512 – D’Andrada, Malediven, Sumatra
- 1512 – Der Portugiese Francisco Serrão erreichte die sogenannten Gewürzinseln (Molukken) als Erster.
- 1513 – Vasco Núñez de Balboa erreicht als erster Europäer den Pazifischen Ozean.
- 1513 – Juan Ponce de León entdeckt die nordamerikanische Halbinsel Florida.
- 1516 – Der Rio de la Plata in Südamerika wird von Juan Díaz de Solís entdeckt.
- 1517 – Francisco Hernández de Córdoba erkundet die Küste der Halbinsel Yucatán.
- 1518 – Hernando de Grijalva erkundet die Golfküste von Mexiko
- 1519 – Spanische Konquistadoren entdecken die Insel Barbados.
- 1519 – Pineda erkundet die Nordküste des Golf von Mexiko.
- 1519 – Hernán Cortés entdeckt die Hauptstadt des Aztekenreichs, Tenochtitlan.
- 1519 – Ferdinand Magellan beginnt seine Weltumsegelung. Unterwegs entdeckt er die Meerenge zum Pazifischen Ozean, die später nach ihm benannt wird.
- 1521 Expedition von Magellan, Weltumsegelung über die Magellanstraße, die Philippinen, Borneo, Molukken und das Kap der Guten Hoffnung.
- 1522 – Die Victoria, ein Schiff der Flotte Magellans, erreicht unter dem Kommando von Juan Sebastián Elcano Juan Sebastián Elcano. Spanien. Erste Weltumsegelung.
- 1522 – Dávila erkundet das heutige Nicaragua in Mittelamerika.
- 1524 – Die Insel Manhattan wird von Giovanni da Verrazzano entdeckt.
- 1524 – Hernán Cortés entdeckt Honduras
- 1526 – Die Portugiesen entdecken die Insel Neuguinea
- 1526 – Meneses, Neuguinea
- 1527 – Das heutige Paraguay wird von spanischen Entdeckern erforscht.
- 1527 – Pizarro, Peru
- 1527 – Mendoza, La Plata, Gründung von Buenos Aires
- 1528 – Saavedra, Karolinen
- 1529 – Spanische Abenteurer entdecken die Marshallinseln im Pazifischen Ozean
- 1532 – Francisco Pizarro entdeckt das riesige Inkareich im westlichen Südamerika
- 1533 – Fortún Ximénez erreicht Niederkalifornien
- 1533 – Hernando de Grijalva entdeckt die Revillagigedo-Inseln
- 1534 – J. Cartier, Sankt-Lorenz-Strom
- 1535 – Fray Tomás de Berlanga entdeckt zufällig die Galápagos-Inseln.
- 1540 – García López de Cárdenas entdeckt den Grand Canyon in Nordamerika.
- 1541 – Die Mündung des Mississippi wird von Hernando de Soto entdeckt.
- 1542 – Francisco de Orellana segelt den Amazonas hinunter und durchquert Südamerika
- 1543 – Ruy López de Villalobos entdeckt die Bonin-Inseln südwestlich von Japan
- 1545 – De Retes, Dampier-Inseln
- 1553 – Hugh Willoughby entdeckt Nowaja Semlja
- 1565 – Andrés de Urdaneta entdeckt die östliche Segelroute über den Pazifik zwischen den Philippinen und Neuspanien.
- 1567 – Alvaro de Mendaña de Neira entdeckt die Salomonen und Tuvalu im Pazifischen Ozean
- 1574 – Westlich von Chile wird der Juan-Fernández-Archipel entdeckt
- 1576 – Martin Frobisher entdeckt (wieder) die Südküste Grönlands
- 1578 – Francis Drake kommt zu dem Schluss, dass Feuerland eine Insel ist.
- 1578 – Francis Drake, Ostküste Südamerikas
- 1586 – Thomas Cavendish, Küste Südamerikas
- 1592 – John Davis entdeckt die Falklandinseln.
- 1592–1617 – Walter Raleigh, Orinoko, Cayenne
- 1595 – Der Spanier De Queirós entdeckt die Santa-Cruz-Inseln, die Neue Hebriden.
- 1595 – Mendana, Marquesas, Santa Cruz
- 1596 – Willem Barents entdeckt Spitzbergen und Nowaja Semlja (wieder).

### 17. Jahrhundert
- 1600–1618 – Pater Páez, Abessinien, Quellen des Blauen Nils
- 1601 – De Eredia[6], Nordwestküste Australiens
- 1602 – Die Küste von Kalifornien wird von spanischen Missionaren entdeckt
- 1606 – Der Niederländer Willem Jansz entdeckt Australien. Er landet auf der Cape York-Halbinsel.
- 1606 – Luiz Váez de Torres durchsegelt die nach ihm benannte Meerenge zwischen Australien und Neuguinea, die Torresstraße
- 1606 – De Queiroz, Tuomotu, Neue Hebriden
- 1606 – De Torrès, Louisiaden, Torres-Straße, Manila
- 1607 – John Smith, Gründung von Jamestown, Anfang der Vereinigten Staaten
- 1609 – William Keeling entdeckt die Kokosinseln nordwestlich von Australien.
- 1610 – Hudson, Hudson River und Bay
- 1610–1646 – Kosaken, Jenissej, Wüste Gobi, Lena, Baikalsee, Tschuktschen-Halbinsel
- 1611 – Hendrik Brouwer entdeckt eine schnellere Route nach Java, indem er vom Kap der Guten Hoffnung aus nach Osten segelt.
- 1614 – Jan Jacobs May van Schellinkhout entdeckt die Insel Jan Mayen nördlich von Island
- 1614 – Adriaen Block segelt den Connecticut-Fluss hinauf
- 1615 – Der Franzose Champlain entdeckt den Huronsee.
- 1615 – William Baffin kommt zu dem Schluss, dass die Baffin Bay keine Passage ist.
- 1616 – Die Niederländer Schouten und Le Maire umrunden zum ersten Mal Kap Hoorn.
- 1616 – Schouten entdeckt die Admiralitätsinseln westlich von Neuguinea.
- 1616 – Entdeckung der Inseln Neubritannien und Neuirland vor Neuguinea
- 1616 – Lemaire und Schouten, Kap Hoorn, Neubritannien, Sebaldinen, Le-Maire-Straße, Tuamotu, Neuguinea
- 1622 – Ein niederländisches Schiff entdeckt Cape Leeuwin, die südwestliche Spitze von Australien
- 1623 – Jan Carstensz entdeckt Arnhemland, Teil des nördlichen Australiens
- 1627 – Der niederländische Kapitän François Thijssen entdeckt die Südküste Australiens
- 1638–1663 – Tavernier, Persien, Sundainseln
- 1642 – Tasman, Tasmanien (Van Diemens Land), Westküste Neuseelands, Fidschi, Neuirland
- 1643 – Neuseeland wird entdeckt. Tasman denkt an die unbekannte Südland
- 1643 – Der Holländer Abel Tasman entdeckt die große Südseeinsel Fidschi.
- 1643 – De Vries, Kurilen (Japan), Sachalin, Formosa
- 1644 – Niederländische Kaufleute entdecken die große Insel Sachalin vor Japan
- 1661–1667 – Thévenot, Orient bis China
- 1668–1687 – Cavelier de La Salle, Louisiana, Illinois, Mississippi, Colorado
- 1675 – Anthony de la Roché entdeckt Südgeorgien
- 1678 – La Salle entdeckt die Niagarafälle in Nordamerika.
- 1687 – E. Davis, Galapagosinseln
- 1690 – Henry Kelsey entdeckt den Saskatchewan River in Kanada.
- 1690 (?) – Morosko[7], Kamtschatka
- 1699–1709 – Dampier, Australien, Neuguinea, Dampierstraße, St.-Matthew-Insel, Neuirland, Ascension

### 18. Jahrhundert
- 1712 – Nördlich von Russland werden die Neusibirischen Inseln entdeckt
- 1722 – Roggeveen, Kap Horn, Osterinsel, Tuomotu, Samoa, Neubritannien, Neuguinea, Ascension
- 1728–1741 – Bering, Beringstraße (die Meerenge zwischen Asien und Nordamerika), Aleuten
- 1739 – Bouvetinsel im Südlichen Ozean, entdeckt von einem Norweger
- 1741 – Die Aleuten südlich von Alaska werden von Bering entdeckt
- 1741 – Der russische Entdecker Vitus Bering entdeckt das Festland von Alaska.
- 1741–1743 – Anson, Le-Maire-Straße, Marianen
- 1743 – Weihnachtsinsel nordöstlich von Australien, entdeckt vom Briten William Mynors
- 1762 – Tahiti wird von dem französischen Seefahrer Bougainville entdeckt.
- 1762–1764 – Niebuhr, Arabien
- 1767 – Britische Entdecker entdecken die Insel Pitcairn
- 1767 – Wallis und Carteret, Tuomotu, Tahiti, Timor, Pitcairn, Salomon-Inseln, Neubritannien, Neuirland
- 1768 – Der Franzose Bougainville entdeckt die später nach ihm benannte Insel in der Tasmanischen See
- 1768 – Bougainville, Tuomotu, Tahiti, Samoa, Neue Hebriden, Choiseul, Bougainville, Neubritannien, Neuguinea
- 1769 – Der Brite James Cook entdeckt, dass Neuseeland tatsächlich eine Insel ist
- 1769 – Surville, Iles Bashy, Salomon-Inseln, Neuseeland
- 1769–1779 – Cook, Tuamotu, Cookstraße, Wallis-Inseln, Prince-of-Wales-Insel, Neuguinea, Osterinsel, Sandwich-Insel, Neukaledonien, Norfolk, Tahiti, Weihnachtsinsel
- 1770 – Cook entdeckt die Botany Bay an der fruchtbaren Südostküste Australiens.
- 1772 – James Bruce entdeckt den Tanasee im Inneren des heutigen Äthiopien.
- 1772 – Der Franzose Kerguelen entdeckt die später nach ihm benannte Insel im Ozean.
- 1772–1773 – Kerguelen, Kerguelen, La Réunion
- 1773 – James Cook überquert als erster Mensch den antarktischen Polarkreis
- 1773 – Tobias Furneaux entdeckt die später nach ihm benannte Inselgruppe nördlich von Tasmanien.
- 1774 – Cook entdeckt die Südlichen Sandwich- und die Südgeorgien-Inseln im Arktischen Ozean.
- 1775 – Cook entdeckt auch die Insel Neukaledonien in der Tasmanischen See.
- 1779 – Die Gesellschaftsinseln im Pazifischen Ozean werden von Cook entdeckt, Hawaii.
- 1780 – Iwan Ljachow erkundet die Neusibirischen Inseln.
- 1786–1788 – La Pérouse, Osterinsel, Hawaii, Samoa, Vanikoro
- 1788 – Gilbert und Marshall, Gilbert-Inseln, Marshall-Inseln
- 1789 – Der Schotte Alexander MacKenzie entdeckt den sehr langen Mackenzie-Fluss in Nordkanada.
- 1789–1793 – MacKenzie, Mackenzie River, Athabascasee, Prince-of-Wales-Insel
- 1791 – Vancouver, King George Sound, Neuseeland, Hawaii
- 1791 – Marchand, Nuku Hiva und Marquesas
- 1792 – George Vancouver erkundet die Südwestküste des heutigen Kanada
- 1792 – Die Mündung des Flusses Columbia in Nordamerika wird entdeckt.
- 1792 – D’Entrecasteaux (auf der Suche nach La Pérouse), Melanesien, Tasmanien, Australien, Neubritannien, Neukaledonien
- 1792 – Französische Entdecker entdecken die Loyalitätsinseln
- 1792–1795 – Vancouver, Vancouverstraße, Columbia River, Ostküste von Amerika
- 1795–1797 – Mungo Park, Bestimmung des Laufes der Flüsse Senegal, Gambia und Niger
- 1798 – Die Meerenge zwischen Australien und Tasmanien wird jenseits von Cape Leeuwin von dem Briten Matthew Flinders entdeckt.
- 1798 – Britische Seeleute entdecken die Insel Nauru nördlich von Fidschi.
- 1798 – Flinders und Bass, Bass-Straße
- 1798–1800 – Hornemann, von Tripolis nach Bornu über Murzuk

### 19. Jahrhundert
- 1800 – Alexander von Humboldt erforscht den Orinoco-Fluss.
- 1800 – Die Antipodeninseln südlich von Neuseeland werden entdeckt
- 1801–1802 – Baudin, Eendrachtsland[8], de Wits Landt, Bonaparte-Archipel[9], Tasmanien, Île du Roi, Westküste Australiens
- 1801–1803 – A. von Humboldt und Bonpland, Orinoko, Kordilleren von Kolumbien, Ecuador und Peru, Hochland von Mexiko
- 1802 – Die gesamte australische Küste ist kartiert. Viele neue Entdeckungen
- 1802–1811 – Da Costa, von Angola zur Mündung des Sambesi
- 1804–1805 – Krusenstern, Nuka Hiva, Hawaii, Koreastraße, Sachalin
- 1805 – Mungo Park, Niger, Timbuktu, Nigeria
- 1806 – Die Aucklandinseln westlich von Neuseeland werden von Abraham Bristow entdeckt
- 1806 – Der Schotte Mungo Park erkundet den Flusslauf des Niger.
- 1807 – David Thompson durchquert die Rocky Mountains
- 1807 Webb, Quellen des Ganges
- 1809–1814 – Burckhardt, Syrien, Nubien, Atbara, Mekka
- 1809–1810 – Seetzen, Mekka, Jemen
- 1810 – Die unbewohnte Insel Macquarie südlich von Tasmanien wird entdeckt
- 1810 – Campbell Island westlich von Neuseeland wird entdeckt
- 1812 – Johann Ludwig Burckhardt entdeckt die verlorene Stadt Petra in der arabischen Wüste
- 1814–1824 – Coimbra, von Mosambik nach Benguela
- 1816 – Peddie und Campbell, Fouta Djallon und Sierra Leone
- 1816–1825 – Kotzebue, Beringstraße und -insel, Osterinsel, Kawen-Inseln, Aur-Inseln, Guan, Tuamotu, Tahiti, Samoa, Hawaii
- 1818 – Mollien[10], Quellen des Gambia und des Senegal
- 1818 – De Freycinet[11], Bourboneninsel, Baie des Phoques (Robbenbucht), Guam, Hawaii, Île du Danger, Falklandinseln (Malwinen)
- 1818–1819 – Gray und Partarrieu, Gabun und Senegal
- 1819 – Richtie und Lyon, Fezzan
- 1819 – Frédéric Cailliaud, Nil bis zum 10. nördlichen Breitengrad
- 1819 – Bei der Umrundung von Kap Hoorn wird William Smith nach Süden getrieben und entdeckt die Südlichen Shetlandinseln.
- 1820 – Der Russe Fabian Gottlieb von Bellingshausen sieht als Erster den antarktischen Kontinent.
- 1821 – Die Süd-Orkney-Inseln im Südpolarmeer werden entdeckt
- 1821 – John Davis geht auf der Antarktische Halbinsel an Land
- 1821–1824 – Mission Hugh Clapperton, Tschad, Nigeria
- 1821–1824 – De Freycinet[12], Duperrey und Dumont-d’Urville, Falklandinseln (Malwinen), Tahiti, Tonga, Neuirland, Neuseeland, Rotuma, Duperrey-Inseln
- 1822–1826 – Laing, Sierra Leone, Quellen des Niger, Timbuktu
- 1823 – Siebold, Japan
- 1823 – Der riesige Tschadsee in der südlichen Sahara wird zum ersten Mal kartiert.
- 1823 – James Weddell entdeckt das Weddellmeer.
- 1823–1828 – Cunningham, Australien
- 1824 – Rüppell, Weißer Nil
- 1824 – Hamilton Hume und William Hovell erkunden die Australischen Alpen
- 1825–1826 – Hugh Clapperton, Benin
- 1825 – Peter Skene Ogden erkundet die Wüsten des heutigen Nevada
- 1826 – Dumont d’Urville, Australien, Neuseeland, Fidschi, Loyalitätsinseln, Beaupréinseln, Vanikoro
- 1826 – Robert Laing betritt als erster Europäer das legendäre Timbuktu.
- 1826 – Jedediah Smith erreicht als erster Kalifornier Kalifornien auf dem Landweg.
- 1826–1837 – John Crawfurd, Burma, Laos, Siam
- 1827–1828 – René Caillié, Sierra Leone, Timbuktu, Marokko
- 1829 – John Ross entdeckt die Halbinsel Boothia, den nördlichsten Teil von Amerika.
- 1829 – Die australischen Flüsse Murray und Darling werden von Sturt kartiert.
- 1829 – A. von Humboldt, Altai
- 1829 – William Moorcroft[13] besucht als erster Europäer Buchara in Zentralasien.
- 1831 – James Clark Ross entdeckt die Lage des magnetischen Nordpols
- 1831 – John Biscoe entdeckt Enderbyland, Adelaide Island, Grahamland, die Pitt Islands und die Biscoe Islands.
- 1832 – Henry Rowe Schoolcraft entdeckt den Lake Itasca, den Ursprung des Mississippi
- 1832–1846 – Mitchell, Erforschung Zentralaustraliens
- 1833 – Joseph Walker entdeckt das Yosemite Valley
- 1835 – Wood, Quellen des Amu Darja
- 1833 – Peter Kemp entdeckt Kempland.
- 1837 – McLeod[14], Mekong
- 1837–1848 – Gebrüder Abbadie (Antoine und Arnauld Michel[15]), Äthiopien
- 1839 – Jules Sébastien César Dumont d’Urville entdeckt die Terre Adélie.
- 1840 – Charles Wilkes entdeckt das Wilkesland in der Antarktis. Er kartiert mehr als 2.000 km der Küste.
- 1841 – James Clark Ross entdeckt Victorialand, Mount Erebus und das Ross-Schelfeis.
- 1841 – Der Lake Eyre in Australien wird entdeckt.
- 1843 – John Charles Frémont leitet eine wissenschaftliche Expedition zum Großer Salzsee im Westen Nordamerikas.
- 1844 – Joseph Gabet durchquert China und Tibet.
- 1844–1864 – Huc und Gabet, Gelber Fluss (Huang He), Koko-nor, Lhasa
- 1845–1858 – Francis Thomas Gregory, Erforschung von Westaustralien
- 1845–1848 – Georg August Wallin, Arabien
- 1848 – Im Dschungel von Guatemala werden die indianischen Ruinen von Tikal entdeckt.
- 1848 – Johann Rebmann entdeckt den Kilimandscharo, den höchsten Berg Afrikas.
- 1849 – Johann Krapf entdeckt den Mount Kenia, den zweithöchsten Berg Afrikas
- 1849 – Der Schotte David Livingstone entdeckt den Okavango-Fluss, der nicht ins Meer mündet.
- 1849–1873 – Livingstone, Südafrika
- 1850 – David Livingstone erkundet den Lauf des Sambesi
- 1850–1855 – Heinrich Barth, Benue, Nigeria und nördliches Kamerun
- 1851 – Robert McClure entdeckt die Banksinsel nördlich von Kanada
- 1853 – Richard Burton besucht die verbotenen Städte Mekka und Medina.
- 1853–1856 – Silva Porto[16], Durchquerung von Südafrika
- 1854 – Burton, Harrar, Äthiopien
- 1854–1864 – Henri Duveyrier, algerische Sahara
- 1855 – David Livingstone entdeckt die Victoriafälle im südlichen Afrika
- 1856 – Livingstone durchquert als erster Europäer Afrika in der Breite.
- 1856 – Die Briten entdecken den höchsten Berg der Welt im Himalaya.
- 1857 – Schlagintweit, Himalaya, Karakorum
- 1858 – Speke, Victoriasee-Nyanza
- 1858 – Burton und Speke entdecken den großen Tanganjikasee.
- 1859 – Der Amerikaner Brooks entdeckt die Midwayinseln nordwestlich von Hawaii.
- 1860 – Französische Entdecker entdecken die Ruinen der Tempel von Angkor Wat
- 1860–1862 – McDouall Stuart, Durchquerung Australiens
- 1861 – Der Verlauf des Ashburton-Flusses in Westaustralien wird erforscht.
- 1862 – John McDouall Stuart durchquert Australien vom Ozean in den Süden der Arafurasee.
- 1862–1863 – Palgrave, Arabien
- 1863 – Samuel Baker entdeckt den Albertsee im afrikanischen Hinterland.
- 1863 – Du Chaillu, Quellen des Ogooué
- 1864–1878 – Rohlfs, Twat, Cyrenaica, von Tripolis zum Golf von Guinea, Libysche Wüste, Ouadaï
- 1865 – Karl Klaus von der Decken erkundet Teile des heutigen Somalia.
- 1866 – Der Franzose Francis Garnier erkundet den Mekong in Südostasien.
- 1866–1868 – Doudart de Lagrée und Garnier, Mekong
- 1868 – Cooper[17], Jangtsekiang, Assam
- 1868–1872 – von Richthofen, China
- 1869 – Gebrüder Forrest (John und Alexander), Australien
- 1869–1875 – Nachtigall, Tibesti, Bornu, Ouadaï, Darfur
- 1870–1871 – Schweinfurth, Bahr al-Ghazal, Mangbetu
- 1870 – Schweinfurth entdeckt den Ubangi-Fluss in Afrika, einen Nebenfluss des Kongo
- 1870–1880 – Prschewalski, Ala Shan, Kokonor, Nord-Tibet, Jangtsekiang, Tarimbecken, Lob Nor, Gobi, Quellen des Gelben Flusses (Huang He)
- 1871 – Livingstone entdeckt den Bangweulusee im afrikanischen Dschungel
- 1871–1889 – Stanley, Sansibar, Tanganjika, Victoria Nyanza, Stanley-Pool, Leopoldsee (Mai-Ndombe-See), Kongo, Albertsee, Sansibar
- 1873 – William Gosse entdeckt die Uluṟu im Inneren Australiens
- 1875–1881 – Crevaux, Französisch-Guayana, Orinoko
- 1876 – Henry Morton Stanley entdeckt die Quellen des Nils
- 1876–1881 – De Brazza, Ogooué, Kongo
- 1877 – Stanley erkundet den Lauf des Kongo-Flusses, des zweitgrößten Flusses in Afrika
- 1878 – Stanley entdeckt den Lake Edward und die Stanley Falls im afrikanischen Hinterland.
- 1879 – Die Franz-Josef-Land-Schären werden von den Österreichern entdeckt.
- 1879 – Der Schwede Otto Nordenskjöld durchquert als erster die Nordostpassage.
- 1880 – Bonvalot, Turkestan, Amu Darja, Samarkand, Kohistan, Persien, Pamir, Kaschmir
- 1881 – Der US-amerikanische Walfänger Long entdeckt die Wrangelinsel nördlich von Sibirien.
- 1882–1890 – Henri d’Orléans, Hainan, Tongking
- 1883 – Sturts Steinige Wüste (Sturt Stony Desert) im Herzen Australiens ist kartiert
- 1884–1887 – Potanin, Amur
- 1886 – Robert Peary ist der erste, der sich ins Innere von Grönland wagt.
- 1886–1888 – Galliéni, Französisch-Sudan
- 1887–1889 – Binger, Ober-Niger und Elfenbeinküste
- 1888 – Das legendäre Ruwenzori-Gebirge (Mondberge) wird von Stanley entdeckt, 5109 m
- 1888 – Fridtjof Nansen durchquert als erster Grönland von Ost nach West
- 1888 – Der Turkana-See am Horn von Afrika wird von dem Österreicher Ludwig von Höhnel entdeckt.
- 1889 – Élisée Trivier[18], Durchquerung des Kongo von West nach Ost
- 1890 – Foureau[19], algerische Sahara, Tademait-Plateau
- 1890–1895 – Lugard, Uganda, Nigeria
- 1891 – Der Brite Francis Younghusband erkundet das Pamir-Gebiet in Zentralasien
- 1891 – Der Franzose Jean Dybowski erforscht die Zentralafrikanische Republik
- 1891 – Crampel und Dybowski[20], Gebiet des Kongo und Schari
- 1891–1892 – Monteil, Niger
- 1891–1897 – Bottego, Danakil-Somalia, Lac Marguerite
- 1893 – Mary Kingsley kartiert den Regenwald von Gabun
- 1893–1894 – Passarge, Adamaua
- 1893–1902 – Gebrüder Sarasin (Fritz und Paul), Celebes
- 1894 – Der große Kivu-See im afrikanischen Hochland wird entdeckt
- 1894 – Moreno, Patagonien, Argentinien
- 1894–1907 – Nieuwenhuis[21], Borneo
- 1895–1897 – Nordenskiöld, Feuerland
- 1895 – Der erste Mensch betritt die Antarktis, Henry Bull
- 1896–1897 – Cavendish, Rudolfsee
- 1896–1899 – Jean-Baptiste Marchand, von Ubangi nach Dschibuti über Faschoda
- 1897 – Sven Anders Hedin entdeckt die Sümpfe von Lop Nur in Tibet
- 1897 – Gentil, Baguirmi
- 1898 – William Rudall erforscht die Wüsten im Nordwesten Australiens.
- 1898–1899 – Guillaume Grandidier[22], Madagaskar
- 1898–1900 – Fernand Foureau[23] und Lamy, Sahara, Tschad, Ubangi
- 1899 – Adrien de Gerlache entdeckt die Gerlache-Straße und überwintert mit der Belgica auf dem Packeis, der ersten Überwinterung in der Antarktis
- 1899 – Th. Fischer, Marokko

### 20. Jahrhundert
- 1900 – Sven Hedin, Lob Nor
- 1901–1902 – Baldwin Spencer, Adelaide, Golf von Carpentaria
- 1902 – Otto Sverdrup entdeckt die Axel-Heiberg-Insel im hohen Norden Kanadas.
- 1902 – Robert Scott erkundet das Ross-Schelfeis in der Antarktis.
- 1902–1903 – Bauer und von Waldow, Bénoué, Tschad (web)
- 1903 – Guillo-Lohan, Hoggar
- 1903 – Eugène Lenfant[24] zeigt, dass der Tschadsee mit dem Niger verbunden ist.
- 1904 – Laperrine[25], Sahara (Adrar)
- 1905 – Roald Amundsen ist der erste, der die Nordwestpassage durchquert.
- 1906 – Der Savoyer erkundet die Ruwenzori-Kette, das legendäre Mondgebirge Afrikas.
- 1906 – Percy Fawcett erkundet das Grenzgebiet zwischen Bolivien und Brasilien.
- 1906 – Paul Pelliot, Grotten der Tausend Buddhas, Turkestan
- 1907 – Jacques Bacot erkundet die Flussgebiete des Mekong und des Jangtsekiang.
- 1907 – Bacot, Lhasa
- 1908 – Sven Anders Hedin entdeckt die Quellen des Indus und des Brahmaputra.
- 1908 – Fawcett kartiert den unbekannten Rio Verde in Bolivien
- 1909 – Der Amerikaner Robert Peary erreicht den Nordpol, noch vor seinem Landsmann Cook.
- 1909 – Cândido Rondon erkundet den Dschungel von Mato Grosso und entdeckt einen unbekannten Fluss
- 1909 – Der Brite Ernest Shackleton erreicht den Magnetischer Südpol.
- 1910 – Fawcett kartiert die Grenze zwischen Peru und Brasilien
- 1911 – Hiram Bingham entdeckt die Ina-Stadt Machu Picchu im peruanischen Dschungel
- 1911 – Der Norweger Amundsen erreicht im Dezember den Südpol.
- 1912 – Der Deutsche Wilhelm Filchner entdeckt das Filchner-Ronne-Schelfeis und die Luitpold-Küste.
- 1912 – Der Franzose Jean Auguste Marie Tilho[26] kartiert das Tibesti-Gebirge in der Sahara
- 1913 – Der Sewernaja-Semlja-Archipel nördlich von Kap Tscheljuskin in Russland wird von russischen Eisbrechern entdeckt.
- 1915 – Der Kanadier Vilhjalmur Stefansson entdeckt die kanadischen Inseln Borden-, Brock-, Meighen- und Lougheed.
- 1919 – Die Hudson Bay wird zum ersten Mal gründlich vermessen und kartiert.
- 1922 – Howard Carter entdeckt das Grab von Tutanchamun im Tal der Könige.
- 1923 – Ahmed Hassanein Bey[27] erkundet bisher unkartierte Gebiete in der nordwestlichen Sahara.
- 1926 – Frank Kingdon-Ward entdeckt das unbekannte Quellgebiet des Yarlung Tsangpo im Himalaya.
- 1927–1929 – Paul Rivet, Argentinien, Brasilien, Mexiko
- 1928–1937 – Griaule, Abessinien, Mission Dakar-Djibouti[28], Sahara-Sudan, Sahara-Kamerun
- 1929–1936 – Labouret, Westafrika, Kamerun
- 1930 – Josef Hackin, Afghanistan, Zentralasien
- 1931? – Henri Lhote erkundet den unwirtlichsten Teil der Sahara, das Land der Angst
- 1931 – Das Luftschiff LZ127 „Graf Zeppelin“ überfliegt das Nordpolarmeer nördlich von Sibirien. Während dieser Reise wurden 500 Inseln entdeckt und eine Reihe weiterer Inseln, die nicht auf der Karte verzeichnet waren.
- 1932 – Das unbekannte arabische Hinterland wird von St. John Philby zum ersten Mal durchquert.
- 1932–1935 – Robert Montagne[29], Jacques Weulersse, Syrien
- 1932–1934 – Jacques Soustelle, Mexiko
- 1933 – Constant Tastevin, Westafrika, Äquatorialafrika
- 1933 – Jimmy Angel fliegt in Venezuela über den höchsten Wasserfall der Welt, den Angel Falls, der unter seinem Namen bekannt wurde
- 1934 – Eine britische Expedition entdeckt, dass Grahamland Teil der Antarktis ist.
- 1934 – Charles Le Cœur, Marokko
- 1934 – Marion Sénones, Odette du Puigaudeau, Mauretanien
- 1934 – Alfred Métraux und Henri Lavachery[30], Osterinsel
- 1934–1935 – Patrick O’Reilly, Bougainville (Insel)
- 1935–1935 – Théodore Monod und Henri Lhote, Süd-Algerien
- 1934–1936 – Gessain[31] und Victor, Grönland
- 1935 – Der Amerikaner Lincoln Ellsworth entdeckt das Vinson-Massiv, den höchsten Berg der Antarktis
- 1936 – Ted Colson durchquert als erster Mensch die australische Simpson Desert in ihrer Gesamtheit
- 1936–1937 – Guibaut und Liotard[32], Zentralasien
- 1936 – Der Niederländer Frits Wissel entdeckt am 31. Dezember 1936 die Wisselseen. Während eines Fluges über das Landesinnere von Neuguinea sah er unerwartet einen großen See mit Kanus unter sich. Dabei stellte sich heraus, dass das Zentrale Bergland von Papua-Stämmen bewohnt wurde, was bisher unbekannt war.
- 1938–1939 – Maurice Leenhardt, Neukaledonien
- 1938–1939 – Jean Lebaudy[33] und Marcel Griaule, Niger, Iro-See
- 1939 – Lincoln Ellsworth erkundet weite Teile der östlichen Antarktis
- 1939–1941 – Faublée[34], Madagaskar
- 1941 – die russische Hydrologin Tatjana Ustinowa entdeckt auf Kamtschatka das Tal der Geysire.
- 1954 – Die ersten Europäer betreten das Baliem-Tal im Inneren von Neuguinea.
- 1958 – Die Briten Vivian Fuchs und Edmund Hillary durchqueren als erste Menschen die Antarktis auf dem Landweg
- 1958 – Edward Thiel entdeckt eine große Gebirgskette, das Dufek-Massiv, in der Antarktis.
- 1969 – Der Brite Wally Herbert überquert als erster Mensch den Arktischen Ozean
- 1980 – Im Norden Borneos befindet sich die größte Höhle der Welt (Gunung Mulu).
- 1986 – In Namibia, bei Grootfontein, befindet sich das „Drachenhauchloch“, der größte unterirdische See der Welt
- 1994 – Eine französisch-britische Expedition entdeckt die Quellen des Mekong in Tibet.